# Кривое (озеро, Пустошкинский район)
Кривое — озеро в Алольской волости Пустошкинского района, на границе с Себежским районом Псковской области. Находится между озером Островито к северу и озером Белое к югу.
Площадь — 0,7 км² (67,5 га). Максимальная глубина — 17,6 м, средняя глубина — 6,3 м.
Ближайшие населённые пункты — у северного берега — деревня Гаврильцево (южное).
Проточное. Относится к бассейну реки Белявицы, притоку Великой. Южнее расположено более крупное озеро Белое, к северу — озеро Островито.
Тип озера плотвично-окуневый с лещом, уклеей и ряпушкой. Массовые виды рыб: щука, окунь, плотва, лещ, судак (возможно), пелядь, чудской сиг, елец, язь, линь, ерш, красноперка, щиповка, верховка, вьюн, пескарь, уклея, густера, быстрянка, карась, угорь, голец, бычок-подкаменщик, карп, пестрый толстолобик (возможно), белый амур (возможно); широкопалый и длиннопалый раки (низкопродуктивное).
Для озера характерны: заиленный песок, ил, песок, в центре — ил, заиленный песок.